# Verbandsgemeinde Bad Sobernheim
De Verbandsgemeinde Bad Sobernheim met 18.413 inwoners ligt in het district Bad Kreuznach in de Duitse deelstaat Rijnland-Palts.

## Gemeenten
De volgende gemeenten (Ortsgemeinden) maken deel uit van de Verbandsgemeinde Bad Sobernheim:
1. Auen
2. Bad Sobernheim
3. Bärweiler
4. Daubach
5. Ippenschied
6. Kirschroth
7. Langenthal
8. Lauschied
9. Martinstein
10. Meddersheim
11. Merxheim
12. Monzingen
13. Nußbaum
14. Odernheim am Glan
15. Rehbach
16. Seesbach
17. Staudernheim
18. Weiler bei Monzingen
19. Winterburg